# Frans Adelaar
Frans Adelaar (Utrecht, 5 december 1960) is een Nederlands voormalig profvoetballer en huidig voetbaltrainer.

## Clubcarrière
De geboren Utrechter speelde als speler in de periode van 1977 tot 1990 voor FC Utrecht, waarmee hij in 1985 de KNVB Beker won. Hij maakte zijn debuut in het Nederlandse betaalde voetbal op 24 augustus 1980 in de wedstrijd FC Utrecht–MVV (3–1). Zijn laatste wedstrijd als prof was op 25 februari 1990. Adelaar werd in de wedstrijd  FC Utrecht–BVV Den Bosch (1–1) na zevenenzeventig minuten vervangen door Dennis Sluijk. Nadien kwam hij nog twee jaar uit voor de amateurs van DOVO en in 1992/93 sloot hij zijn carrière af bij USV Holland.

## Trainerscarrière
In het seizoen 1995/96 ging Adelaar als trainer aan de slag bij GVVV, waar hij twee seizoenen volmaakte tot hij terugkeerde bij zijn oude liefde FC Utrecht. Tussen de zomer van 1997 en maart 2000 was Adelaar als assistent-trainer actief in de Domstad. In maart 2000 werd hij gepromoveerd tot trainer. Twee seizoenen bleef Adelaar aan het roer bij Utrecht, waarmee hij vijfde en zevende werd.
Na een kort uitstapje naar Akratitos FC werd Adelaar in het seizoen 2003/04 trainer van De Graafschap. De Graafschap werd dat seizoen zesde, maar wist op het nippertje te promoveren via de nacompetitie door een beslissend doelpunt vlak voor tijd in de allesbeslissende uitwedstrijd tegen Excelsior. Het jaar erop zou Adelaar echter niet met De Graafschap, maar met ADO Den Haag in de Eredivisie spelen. Sinds 1 juli 2004 was Adelaar trainer bij ADO Den Haag, waarmee hij in zijn eerste seizoen veertiende werd.
Tijdens de wedstrijd van 19 november 2006 tegen Vitesse verschaften fans van ADO Den Haag zich toegang tot het veld, vanwege aanhoudende slechte resultaten van de club. Op 20 november 2006 besloten Adelaar en de club in overleg met onmiddellijke ingang het contract te beëindigen.
Op 6 maart 2008 werd bekendgemaakt dat Adelaar vanaf het seizoen 2008/09 de nieuwe trainer van FC Volendam zou worden. De club werd het met de oefenmeester eens over een contract voor een jaar, waarmee Adelaar terugkeerde in de Eredivisie. Op 10 mei 2009 degradeerde hij met FC Volendam na een seizoen terug naar de Eerste Divisie.
Op 15 mei 2009 tekende Adelaar een tweejarig contract bij Sparta. Hij volgde hiermee Foeke Booy op. Nog geen jaar later, op 3 april 2010, werd hij ontslagen na de nederlaag tegen sc Heerenveen. Aad de Mos werd aangewezen als zijn opvolger.
Eerder dat jaar, op 7 januari 2010, werd Adelaar door de politierechter in Utrecht veroordeeld tot een boete van €1.000,- waarvan de helft voorwaardelijk wegens mishandeling en bedreiging. Aanleiding was een handgemeen in een Grieks restaurant in Nieuwegein, waar zijn dochter in 2007 ruzie kreeg met de bazin. Adelaar zou de vrouw naar de keel hebben gegrepen en hebben getrapt. De rechter achtte dat bewezen.
Op 16 april 2012 ging hij aan de slag als trainer van het Slowaakse MŠK Žilina. Hij pakte dat seizoen de landstitel en de beker. Adelaar werd op 3 januari 2013 ontslagen. Žilina stond op dat moment vijfde in de competitie met acht punten achterstand op koploper Slovan Bratislava. Adelaar bereikte wel de halve finale van de beker, maar de prestaties in de competitie werden hem fataal. Hij werd opgevolgd door Štefan Tarkovič.
Op 17 maart 2014 werd Adelaar interim-trainer bij IJsselmeervogels. De club waar eerder dat seizoen Gert Kruys hoofdtrainer was staat op het moment van aanstellen derde in de Topklasse zaterdag. Kruys vertrok op 1 januari 2014 naar Sparta. IJsselmeervogels nam op dat moment de eerste plaats in. Na slechte resultaten werd zijn opvolger, assistent-trainer Johan de Man, ontslagen. Op 10 november 2015 werd hij daar zelf ook ontslagen.
In juli 2017 werd Adelaar aangesteld als trainer bij het destijds in de Hoofklasse uitkomende SteDoCo, waar zijn assistent Cor Lems was. Aan het eind van het seizoen 2017/18 sloot Adelaar zijn werkzaamheden bij SteDoCo af met promotie naar de Derde divisie. In maart 2019 maakte SteDoCo bekend dat ze Adelaar wederom als hoofdtrainer hadden aangetrokken, waar hij Gijs Zwaan opvolgde.

## Erelijst
Als speler
 FC Utrecht
- KNVB Beker: 1984/85

Als trainer
 MŠK Žilina
- Corgoň Liga: 2011/12
- Slovenský Pohár: 2011/12

 IJsselmeervogels
- Districtsbeker West I: 2013/14, 2014/15
- KNVB Beker voor amateurs: 2014/15